# Lake Deborah West
Lake Deborah West är en sjö i Australien. Den ligger i delstaten Western Australia, omkring 330 kilometer nordost om delstatshuvudstaden Perth. Lake Deborah West ligger 323 meter över havet. Arean är 62 kvadratkilometer. Den sträcker sig 14,2 kilometer i nord-sydlig riktning, och 12,6 kilometer i öst-västlig riktning.
Omgivningarna runt Lake Deborah West är i huvudsak ett öppet busklandskap. Trakten runt Lake Deborah West är nära nog obefolkad, med mindre än två invånare per kvadratkilometer. Genomsnittlig årsnederbörd är 297 millimeter. Den regnigaste månaden är januari, med i genomsnitt 41 mm nederbörd, och den torraste är december, med 11 mm nederbörd.